# ولادیمیر اسکرچیو
ولادیمیر اسکرچیو (انگلیسی: Vladimir Screciu؛ زادهٔ ۱۳ ژانویهٔ ۲۰۰۰) بازیکن فوتبال اهل رومانی است.
از باشگاه‌هایی که در آن بازی کرده‌است می‌توان به باشگاه ورزشی لمل، باشگاه فوتبال خنک، و باشگاه ورزشی یونیورسیتاتئا کرایووا اشاره کرد.
وی همچنین در تیم‌های ملی فوتبال زیر ۱۷ سال رومانی، زیر ۲۱ سال رومانی و رومانی بازی کرده‌است.